# Jonas Collett

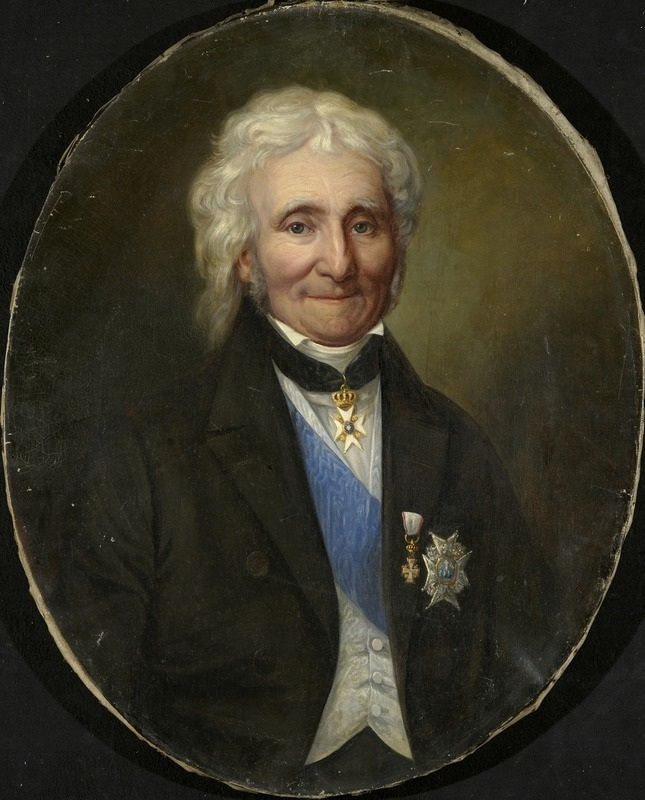
Jonas Collett

Jonas Collett (* 25. März 1772 auf dem Gut Rønnebæksholm in Næstved auf Seeland; † 3. Januar 1851 in Christiania (heute Oslo)) war ein norwegischer Politiker.

## Leben
Jonas Collett wurde 1772 auf dem seinem Vater Johan Collett (1734–1806) gehörigem Gut Rønnebæksholm auf der Insel Seeland geboren. Seine Mutter war Else Elisabeth Ramus Jensen (1746–1788). Er studierte in Kopenhagen die Rechtswissenschaft und trat 1795 als Landvogt zu Sandsvær und Numedal im norwegischen Amt Buskerud in den Staatsdienst. Dann war er eine Zeit lang Oberbergamtsassessor in Kongsberg und wurde 1808 Kammerrat, 1813 Amtmann in Buskerud sowie 1814 Regierungsrat. Am 15. Oktober 1797 hatte er sich mit Maren Christine Collett (1777–1860), einer Tochter des Gutsbesitzers Peter Collett (1740–1786) und dessen Gattin Johanne Henriche Ancher (1750–1812), vermählt.
Anfang 1814 stand Collett als national gesinnter Norweger auf Seiten jener Partei, die dem Kieler Traktat die Anerkennung versagte und den dänischen Prinzen Christian Frederik als Statthalter und später als König von Norwegen ausrief. Er nahm teil an der Versammlung zu Eidsvoll und an der Reichsversammlung, die mit Veröffentlichung der Konstitution die Unabhängigkeit Norwegens erklärte. Sogleich nach Annahme des Grundgesetzes vom 17. Mai zum norwegischen Staatsrat im Departement des Inneren erhoben, wirkte er beim Abschluss der Konvention von Moss am 14. August 1814 mit. In dieser Vereinbarung akzeptierte der schwedische König Karl XIII. die norwegische Verfassung mit der Änderung, dass er ab nun Schweden und Norwegen in Personalunion regierte. Nach dieser Vereinigung Norwegens und Schwedens blieb Collett Staatsrat und verwaltete bis 1819 das Departement der inneren Angelegenheiten sowie von 1819 bis 1820 das Marinedepartement.
Nach dem Austritt des Grafen Hermann von Wedel-Jarlsberg übernahm Collett 1822 das Departement des Finanz-, Handels- und Zollwesens. Er wurde aber wegen des damals auf der norwegischen Regierung lastenden schwedischen Einflusses vorübergehend unpopulär und 1827 wegen Verletzung des Staatsgrundgesetzes beim Reichsgericht angeklagt, aber freigesprochen. Nach dem Tod des Grafen Baltzar von Platen wurde er von König Karl XIV. Johann im Dezember 1829 mit dem Vorsitz des norwegischen Staatsrat betraut. In dieser Funktion gewann er die verlorene Popularität wieder. Als der Storting ihm 1833 die Rückzahlung einer ohne konstitutionelle Genehmigung angenommenen Gehaltszulage von 3000 Talern auferlegte, wurde ihm zugleich ein Dankgeschenk vom gleichen Betrag zugesprochen. Collett nahm dies nicht an, doch enthob ihn der Storting von 1836 jener verfügten Rückzahlung.
Als Collett den Beschluss des Königs vom 2. Juli 1836, betreffend die Auflösung des Stortings, letzterem unter der Hand mitteilte, so dass die Versammlung das Budget noch schleunigst votieren und so die Absicht des Hofes vereiteln konnte, sah er sich genötigt, im Spätherbst 1836 seinen Abschied zu nehmen. Fortan widmete er sich den Wissenschaften und dem Landbau. Wegen seiner geschwächten Gesundheit besuchte er 1837 die Heilquellen von Tepltz. Allgemein hochgeachtet starb Collett am 3. Januar 1851 im Alter von 78 Jahren in Christiania (dem heutigen Oslo) und wurde auf dem Vår Frelsers Gravlund beigesetzt.